# Мешко Бытомский
Мешко Бытомский (Нитранский, Веспремский) (пол. Mieszko bytomski, нем. Mestko von Beuthen; 1295/1305 — 4 апреля/10 августа 1344) — князь Cевежский (1312—1328, с 1315 года — правил только номинально), епископ Нитранский (1328—1334) и Веспремский (1334—1344).

## Биография
Представитель опольской линии династии Силезских Пястов. Младший (пятый) сын князя Казимира II Бытомского (1253/1257 — 1312) и Елены, происхождение которой неизвестно.
Будучи младшим сыном, Мешко с детства был предназначен к духовной карьере. Несмотря на это, в 1312 году после смерти своего отца, князя Казимира Бытомского, Мешко участвовал в разделе отцовского домена и получил во владение Севежское княжество на границе с Малой Польшей. Свою карьеру, однако, он связал с церковью, и уже в 1313 году стал членом ордена госпитальеров (иоаннитов).
Около 1315 года Мешко вместе со старшим братом Болеславом уехал в Венгрию, где при поддержке своей сестры Марии Бытомской, первой супруги короля Венгрии Карла Роберта Анжуйского, получил должность приора венгерской провинции ордена госпитальеров. Однако уже в 1318 году по письменному распоряжению папы римского Мешко Бытомский вынужден был отказаться от этой должности. После своей отставки Мешко остался верным помощником своего брата Болеслава Тошецкого, назначенного в 1321 году архиепископом эстрегомским. В 1328 году при поддержке архиепископа Болеслава Тошецкого Мешко получил сан епископа Нитры. Это назначение произошло вопреки мнению местного капитула,  считавшего это назначение проявлением непотизма. Однако благодаря полной  поддержке короля Карла Роберта и королевы Елизаветы, которой пользовались силезские принцы-епископы, в итоге согласие капитула на назначение Мешко было получено. Приняв сан епископа, Мешко Бытомский окончательно отказался от Севежского княжества в пользу брата Владислава, который еще с 1315 года фактически управлял им.
Правление Мешко в Нитре было нелегким. Несмотря на все проблемы, он прилагал усилия по повышению значимости города Нитры, центра епархии. При нем начал строиться новый кафедральный собор, который был закончен после его смерти в 1355 году.
В 1334 году из-за постоянных конфликтов с нитранским капитулом Мешко Бытомский был назначен епископом в Веспрем (Западная Венгрия), получив согласие папы римского и местной элиты. В течение этого времени он также занимал должность канцлера королевы Венгрии Елизаветы (которая, конечно, способствовала назначения Мешко епископом). За исполнение обязанностей канцлера Мешко ежегодно получал 500 гривен из доходов королевы Елизаветы.
В течение последних лет жизни Мешко продолжал тесное сотрудничество с Анжуйской династией, правившей в Венгрии. В 1342 году он участвовал в коронации нового короля Венгрии Людовика (Лайоша) Великого, с которым он также находился в близких отношениях.
Мешко Бытомский скончался в 1344 году и был похоронен в кафедральном соборе Святого Михаила в Веспреме.